# Џексон (Луизијана)
Џексон (енгл. Jackson) град је у америчкој савезној држави Луизијана.

## Демографија
По попису из 2010. године број становника је 3.842, што је 288 (-7,0%) становника мање него 2000. године.
| Група             | 2000.         | 2010.         |
| Белци             | 1.913 (46,3%) | 1.650 (42,9%) |
| Афроамериканци    | 2.160 (52,3%) | 2.067 (53,8%) |
| Азијати           | 16 (0,4%)     | 11 (0,3%)     |
| Хиспаноамериканци | 14 (0,3%)     | 68 (1,8%)     |
| Укупно            | 4.130         | 3.842         |